# Илия Панов – Кукуш
Илия Петров Панов – Кукуш (среща се и Понов и Понев) е български деец на ВМРО, по-късно комунист.

## Биография
Роден е в 1892 година в българския южномакедонски град Кукуш, тогава в Османската империя, днес Килкис в Гърция. Семейството му се преселва в Свободна България, първоначално в Бургас, а след това в Плевен. В този град Илия Петров държи хлебопекарница „Кукуш“.
Деец е на ВМРО, а по-късно и комунистически деец. Многократно е интерниран, осъден е на доживотен затвор. След Деветосептемврийския преврат от 1944 година се занимава с партийна и стопанска дейност в Плевен. Делегат е на Десетия конгрес на БКП (1971) от Плевенски окръг, „Герой на социалистическия труд“ (1982).
Умира в 1982 година.
Синът му Петър Илиев Петров – Кукуш като фелдфебел школник от 4-ти плевенски инженерен полк е осъден през лятото на 1943 година на смърт чрез обесване, но тъй като не е навършил 21 години (пълнолетие), а е на 20 години, 11 месеца и 7 дни, присъдата е заменена с 15 години затвор.
Дъщеря му Елена Кукуш е женена за Пенко Герганов, комунистически деец и депутат след 1944 година.